# District d'Ashigarakami
Le district d'Ashigarakami (足柄上郡, Ashigarakami-gun) est un district de la préfecture de Kanagawa au Japon.
Lors du recensement de 2000, sa population était de 66 792 habitants pour une superficie de 303 km2.

## Communes du district
- Kaisei
- Matsuda
- Nakai
- Ōi
- Yamakita